# Tatra T6A5
Tatra T6A5 je enosmerni štiriosni tramvaj, ki je bil izdelan v letih 1991 do 1998 v tovarni ČKD v Pragi kot naslednik tramvaja Tatra T3. Skupaj je bilo proizvedenih 296 tramvajev. Ena šasija je bila izdelana tudi za tramvaj T6A5.3, ki je bil narejen kot posodobitev tramvaja Tatra T3.

## Zgodovina
Sredi 80. let 20. stoletja so floto češkoslovaških tramvajskih mrež oblikovali tramvaji Tatra T3 iz 60. let 20. stoletja. Leta 1980 so izdelovali tramvaje nadaljnjih generacij, zato so izdelovali tip Tatra T6B5 za nekdanjo Sovjetsko zvezo in Bolgarijo. Izdelovali so tudi tramvaje Tatra KT8D5. Na Češkoslovaškem so leta 1980 prenovili floto tipov Tatra T3SU in T3SUCS, konec leta 1980 pa je ČKD začel razvijati naslednika tramvaja Tatra T3, tipa Tatra T6A5.
Prototip T6A5.3 je nastal s posodobitvijo tramvaja T3 z novo karoserijo na starih stojalih. A ker je tramvaj stal enako kot izdelava novega, so idejo opustili.

## Konstrukcija
Tatra T6A5 je enosmerni štiriosni tramvaj. Tramvaj izhaja od tipa T6A2 za Nemčijo in T6B5 za Sovjetsko zvezo. Tramvaj ima na desni strani tri vrata. Sedišča so v prvem dizajnu usnjeni, v drugem in tretjem dizajnu pa so iz tekstila in umetne mase. Okna so zložljiva (v originalu so okna kot pri tramvajih Tatra T3).
Tramvaj ima električno tiristorsko opremo TV3. Dva tramvaja (nadaljnja prototipna tramvaja) sta bila opremljena z električno opremo TV14 in TV30.

## Nabava tramvajev
Od leta 1991 do 1998 je bilo izdelanih 296 tramvajev in 1 karoserija. Tramvaji so bili izdelani za Češkoslovaško, pozneje neodvisno Češko in Slovaško.
| Država   | Mesto      | Tip        | Leta dobave | Število tramvajev | Garažne številke | Spremembe                        | Viri  |
| -------- | ---------- | ---------- | ----------- | ----------------- | ---------------- | -------------------------------- | ----- |
| Češka    | Brno       | T6A5       | 1996.       | 20                | 1201-1220        |                                  | [ 3 ] |
| Češka    | Ostrava    | T6A5       | 1994.-1998. | 38                | 1101-1138        |                                  | [ 4 ] |
| Češka    | Praga      | T6A5       | 1995.-1997. | 150               | 8601-8750        |                                  | [ 5 ] |
| Češka    | Praga      | karoserija | 1998.       | 1                 | 8600             | Karoserija tramvaja T6A5.3       | [ 6 ] |
| Slovaška | Bratislava | T6A5       | 1991.-2006. | 58                | 7901-7958        | 7901, 7902, 7957, 7958-prototipi | [ 7 ] |
| Slovaška | Košice     | T6A5       | 1992.-1993. | 30                | 600-629          |                                  | [ 8 ] |

Opozorilo! To je seznam prodaje tramvajev, zato imajo nekatera mesta (kjer ti tramvaji niso vozili) več tramvajev te vrste. (npr. prodaja tramvajev od Prage do Sofije).

## Zgodovinska vozila
| Mesto | Garažna številka | Podjetje | Viri         |
| ----- | ---------------- | -------- | ------------ |
| Praga | 8702             | DPP      | [ 9 ] [ 10 ] |